# 644 (numero)
Seicentoquarantaquattro è il numero naturale dopo il 643 e prima del 645.

## Proprietà matematiche
- È un numero pari.
- È un numero composto, con i seguenti 12 divisori: 1, 2, 4, 7, 14, 23, 28, 46, 92, 161, 322, 644. Poiché la somma dei suoi divisori (escluso il numero stesso) è 700 > 644, è un numero abbondante.
- È un numero di Harshad.
- È un numero di Perrin.
- È un numero palindromo nel sistema di numerazione posizionale a base 3 (212212) e in quello a base 6 (2552).
- È un numero pratico.
- È un numero felice.
- È un numero nontotiente (per cui la equazione φ(x) = n non ha soluzione).
- È un numero congruente.

## Astronomia
- 644 Cosima è un asteroide della fascia principale del sistema solare.
- NGC 644 è una galassia spirale della costellazione della Fenice.

## Astronautica
- Cosmos 644 è un satellite artificiale russo.